# Maserati 250F
Maserati 250F — італійський гоночний автомобіль, побудований компанією Maserati для участі в етапі серії Формули-1. Використовували у гоночній серії з січня 1954 року по листопад 1960 років. За цей час було побудовано 26 болідів.

## Техніка
На більшості шасі Maserati 250F був встановлений рядний шестициліндровий двигун об'ємом 2,5 літри, розвинений 220 к.с. при 7400 об/хв. Він оснашався барабанними тормозами 13,4", мав незалежну передню важільну підвіску, а ззаду використовувалася підвіска Де Діон. Розробкою автомобіля займалися Джоаккіно Коломбо, Вітторіо Беллентані, Альберто Массиміно і Валеріо Колотто.
Оптимізована версія з кузовом, попередньо спостерігаючи частково закриті колоди (за аналогією з Mercedes-Benz W196 Stromlinienwagen 1954 року), була використана в Гран-при Франції 1956 року.